# AR - Frammenti d'arte
AR - Frammenti d'arte è un programma televisivo italiano dedicato all'arte, in onda dal 2014 sul canale all-news Rai News 24.
La rubrica, ideata da Monica Maggioni, condotta dallo storico dell'arte Costantino D'Orazio, curata da Raffaella Soleri e diretta da Francesca Bartolomei e Alessia Vitali, è andata in onda per la prima volta sabato 1º novembre 2014.

## Puntate

### Stagione 1: 2014-2015
| Data       | Titolo                                                                             |
| ---------- | ---------------------------------------------------------------------------------- |
| 14/11/2014 | Il mistero dei colori di Roma Antica                                               |
| 05/12/2014 | L'enigma della casa di Caravaggio                                                  |
| 03/01/2015 | Il meraviglioso corteo dei Re Magi                                                 |
| 23/01/2015 | Lo splendore del Settecento Romano                                                 |
| 30/01/2015 | Il mistero del pozzo di San Patrizio                                               |
| 06/02/2015 | Emozioni nel duomo di Orvieto                                                      |
| 13/02/2015 | Nei saloni della principessa Colonna                                               |
| 27/02/2015 | La passione per l'arte dei principi Colonna                                        |
| 07/03/2015 | La maestosa galleria di Palazzo Colonna                                            |
| 14/04/2015 | Le provocazioni di Caravaggio                                                      |
| 27/04/2015 | Palazzo Spada, l'illusione del Barocco                                             |
| 18/04/2015 | Serpotta, ironia e illusione siciliana                                             |
| 25/04/2015 | Palermo, esotismo di Villa Malfitano                                               |
| 02/05/2015 | I segreti di Piazza San Giovanni                                                   |
| 09/05/2015 | Il miracolo di Bominaco: i capolavori d'Abruzzo risparmiati dal terremoto del 2009 |
| 16/05/2015 | I misteri dl castello Theodoli                                                     |
| 23/05/2015 | Nel salotto del Marchese Saluzzo                                                   |
| 30/05/2015 | Genova, Palazzo Lomellino                                                          |
| 12/06/2015 | La magia del castello di Rivoli                                                    |
| 20/06/2015 | I quattro volti del Palazzo del Quirinale                                          |
| 27/06/2015 | Genova, il fascino di Palazzo Rosso                                                |
| 04/07/2015 | Viaggio a ritroso nel tempo sotto la basilica di San Giovanni                      |
| 11/07/2015 | Villa Principe, il palazzo più prezioso di Genova                                  |
| 18/07/2015 | A casa di Alberto Moravia                                                          |
| 25/07/2015 | I segreti delle Ville Pontificie                                                   |
| 31/07/2015 | Le stanze segrete del banchiere Agostino Chigi                                     |

### Stagione 2: 2015-2016
| Data       | Titolo                                                     |
| ---------- | ---------------------------------------------------------- |
| 05/09/2015 | Il fascino nascosto di Alberto Burri                       |
| 11/09/2015 | Castel Gandolfo                                            |
| 25/09/2015 | Le sfumature del Casino dell'Aurora                        |
| 02/10/2015 | Il bosco sacro di Bomarzo                                  |
| 10/10/2015 | Il santuario di Vescovio                                   |
| 16/10/2015 | Le illusioni ottiche di Sant'Ignazio                       |
| 23/10/2015 | La Cappella Sistina di Milano                              |
| 07/11/2015 | Necropoli. Vaticano, la necropoli della via Triumphalis    |
| 12/11/2015 | Stupinigi, stupore del Barocco                             |
| 28/11/2015 | Stupinigi, alla corte dei Savoia                           |
| 04/12/2015 | Villa Medici, il punto più alto di Roma                    |
| 12/12/2015 | Catania, nel ventre del monastero                          |
| 18/12/2015 | Palazzo Altieri, le stanze del cardinale                   |
| 26/12/2015 | Ravenna, il fascino di Galla Placidia                      |
| 02/01/2016 | Catania, i saloni di Palazzo Biscari                       |
| 09/01/2016 | Roma, il monastero di Trinità dei Monti                    |
| 16/01/2016 | Pesaro, i segreti di Palazzo Ducale                        |
| 23/01/2016 | Pesaro, nelle stanze della Duchessa                        |
| 30/01/2016 | Roma, le meraviglie di Palazzo Pamphilj                    |
| 06/02/2016 | Urbino, la casa natale di Raffaello Sanzio                 |
| 13/02/2016 | Roma, Esposizione Universale Romana                        |
| 20/02/2016 | Roma, i capolavori di Palazzo dei Congressi                |
| 27/02/2016 | Bologna, il capolavoro dei Carracci                        |
| 05/03/2016 | Bologna, Palazzo Zani: dove esordì Guido Reni              |
| 12/03/2016 | Il Duomo di Siena, lo splendore della Libreria Piccolomini |
| 19/03/2016 | Siena, viaggio nel tempo a Palazzo Salimbeni               |
| 26/03/2016 | Urbino, la fiaba di San Giovanni                           |
| 02/04/2016 | Roma, lo splendore di Santa Prassede                       |
| 09/04/2016 | La Scarzuola, mistero e fantasia in Umbria                 |
| 16/04/2016 | Roma, le provocazioni della Street Art                     |
| 22/04/2016 | Il volto contemporaneo di Roma                             |
| 30/04/2016 | A Napoli, tra medioevo e contemporaneo                     |
| 06/05/2016 | Roma, gli Atelier nel pastificio Cerere                    |
| 14/05/2016 | Pizzi Cannella, artista magnetico                          |
| 20/05/2016 | Napoli, il segreto del Cristo velato                       |
| 27/05/2016 | Siena terrazza barocca sul Palio                           |
| 03/06/2016 | Matera, il fascino dei Sassi                               |
| 11/06/2016 | La Cappella Sistina del sud Italia                         |
| 17/06/2016 | Tra Dame e Cardinali a Palazzo Chigi di Ariccia            |
| 24/06/2016 | Palazzo Chigi di Ariccia, tra miti e giochi di società     |
| 01/07/2016 | Gli enigmi di Castel del Monte                             |
| 08/07/2016 | Nel ventre di Roma, alla scoperta dell'Acqua Vergine       |
| 15/07/2016 | Passioni veneziane a Palazzo Labia                         |
| 22/07/2016 | I segreti del parco a Villa Pisani                         |
| 29/07/2016 | Villa Pisani, reggia per dogi e imperatori                 |

### Stagione 3: 2016-2017
| Data       | Titolo                                                   |
| ---------- | -------------------------------------------------------- |
| 17/09/2016 | Gli affreschi sconosciuti di Palazzo Venezia             |
| 24/09/2016 | Il miracolo di Venzone                                   |
| 01/10/2016 | Udine, la rivoluzione di Palladio                        |
| 08/10/2016 | I mosaici di Aquileia                                    |
| 15/10/2016 | Palazzo Farnese a Caprarola                              |
| 22/10/2016 | Le stanze private di Palazzo Farnese                     |
| 29/10/2016 | Lecce: oltre il Barocco                                  |
| 05/11/2016 | Martina Franca: vita di corte a Palazzo Ducale           |
| 11/11/2016 | Dentro Palazzo Madama: dai Medici al Senato              |
| 18/11/2016 | Parma: il mistero della Badessa                          |
| 25/11/2016 | La Rocca Sanvitale di Fontanellato                       |
| 03/12/2016 | Modena: in cima alla Ghirlandina                         |
| 10/12/2016 | Galatina: gli affreschi della Basilica di Santa Caterina |
| 17/12/2016 | Lecce: l'enigma dello Zodiaco a Cavallino                |
| 24/12/2016 | Assisi: la rivoluzione di Giotto                         |
| 31/12/2016 | Roma: i tesori di Palazzo Giustiniani                    |
| 07/01/2017 | Il fascino di Assisi Sotterranea                         |
| 14/01/2017 | Spoleto tra Seicento e Contemporaneo                     |
| 21/01/2017 | Roma: i volti di Palazzo Montecitorio                    |
| 28/01/2017 | Bari: dentro il Palazzo dell'Acqua                       |
| 04/02/2017 | Spoleto: capolavori salvati dal terremoto                |
| 11/02/2017 | Bari: il sogno di Palazzo Fizzarotti                     |
| 18/02/2017 | Pistoia: arte e natura a Villa Celle                     |
| 25/02/2017 | Bari, cosa nasconde il sottosuolo                        |
| 04/03/2017 | Pistoia: i tesori una Capitale della Cultura             |
| 11/03/2017 | I Colonna a Paliano e i Barberini a Palestrina           |
| 18/03/2017 | Anagni: segreti della Città dei Papi                     |
| 25/03/2017 | Campidoglio, cuore di Roma e culla d'Europa              |
| 01/04/2017 | Villa Panza a Varese: passione per l'arte                |
| 08/04/2017 | Milano capitale italiana del futuro                      |
| 15/04/2017 | Roma: dove riposano le anime dei poeti                   |
| 22/04/2017 | Roma: il miracolo di San Lorenzo                         |
| 29/04/2017 | Calabria: Serra San Bruno                                |
| 06/05/2017 | Cagliari: il mare e i Savoia                             |
| 12/05/2017 | Varese: Villa della Porta Bozzolo                        |
| 20/05/2017 | Civita di Bagnoregio, viva grazie all'arte               |
| 28/05/2017 | Villa d'Orri, nobile dimora di Sardegna                  |
| 03/06/2017 | Gerace, dove il tempo si è fermato                       |
| 10/06/2017 | Reggio Calabria: Casignana, i mosaici della villa romana |
| 18/06/2017 | Piazza Armerina: una reggia di campagna                  |
| 24/06/2017 | Piazza Armerina: gli appartamenti privati                |
| 02/07/2017 | Sardegna: i misteri del Nuraghe di Barumini              |
| 08/07/2017 | Catania: i saloni di Palazzo Manganelli                  |
| 16/07/2017 | Roma: I capolavori della Città Universitaria             |
| 22/07/2017 | Roma: Palazzo Chigi, un viaggio nella Storia d'Italia    |
| 29/07/2017 | Roma: Villa Giulia, la reggia d'acqua                    |

### Stagione 4: 2017-2018
| Data       | Titolo                                                   |
| ---------- | -------------------------------------------------------- |
| 07/10/2017 | Gaeta, tra miracoli e leggende                           |
| 14/10/2017 | Montecassino, un'abbazia accogliente                     |
| 21/10/2017 | Montefiascone: leggende sulla via Francigena             |
| 28/10/2017 | Molise: Sepino, abitare tra le rovine romane             |
| 04/11/2017 | Roma: la Domus Aurea tra reale e virtuale                |
| 11/11/2017 | Molise: enigmi al Castello di Gambatesa                  |
| 25/11/2017 | Biella: la magia di Michelangelo Pistoletto              |
| 02/12/2017 | Ivrea: l'eredità di Adriano Olivetti                     |
| 09/12/2017 | Meraviglie e curiosità alla Reggia di Caserta            |
| 16/12/2017 | Mito e illusione alla Reggia di Caserta                  |
| 24/12/2017 | Meraviglie al Sacro Monte di Varallo                     |
| 30/12/2017 | Le grandiose Terme di Diocleziano                        |
| 06/01/2018 | Perugia: i colori del Perugino                           |
| 13/01/2018 | I misteriosi Sotterranei di Narni                        |
| 20/01/2018 | Mantova, gioiello del Rinascimento                       |
| 27/01/2018 | Mantova: passioni a Palazzo Te                           |
| 03/02/2018 | Todi tra mito e natura                                   |
| 10/02/2018 | Putignano, carnevale tra sacro e profano                 |
| 17/02/2018 | Alberobello: i segreti dei trulli                        |
| 24/02/2018 | Roma: omaggio al Casino Algardi                          |
| 03/03/2018 | Roma: visita virtuale alle Terme di Caracalla            |
| 10/03/2018 | Sul tetto del Duomo di Milano                            |
| 24/03/2018 | Milano: Villa Necchi, ritratti di famiglia in un interno |
| 31/03/2018 | Venezia: lo splendore della Scuola di San Rocco          |
| 07/04/2018 | Padova, il genio di Giotto                               |
| 21/04/2018 | Napoli: lo splendore dei Campi Flegrei                   |
| 28/04/2018 | Venezia: gli enigmi di Vittore Carpaccio                 |
| 05/05/2018 | Napoli: i tesori del Castello di Baia                    |
| 12/05/2018 | I mosaici di Monreale, un scrigno di racconti            |
| 19/05/2018 | I tesori nascosti di Rimini                              |
| 26/05/2018 | Palermo: all'interno della Cappella Palatina             |
| 02/06/2018 | Ravenna: fede mistero a Sant'Apollinare                  |
| 09/06/2018 | Palermo: in anteprima a Palazzo Butera                   |
| 16/06/2018 | Faenza, eleganza neoclassica                             |
| 23/06/2018 | Arezzo: il mistero della vera croce di Piero             |
| 30/06/2018 | Mistero e devozione a Monte Oliveto Maggiore             |

### Stagione 5: 2018-2019
| Data       | Titolo                                           |
| ---------- | ------------------------------------------------ |
| 06/10/2018 | Roma: tesori nascosti                            |
| 13/10/2018 | Il fascino delle Ville Medicee                   |
| 20/10/2018 | Toscana: storie e amori a Villa La Petraia       |
| 27/10/2018 | Abruzzo: tesori da scoprire                      |
| 03/11/2018 | Roma: i segreti di Palazzo Farnese               |
| 10/11/2018 | Roma: i tesori di Palazzo Altemps                |
| 17/11/2018 | Il salotto di Ascoli Piceno                      |
| 24/11/2018 | Viterbo: il paradiso al Castello Ruspoli         |
| 01/12/2018 | Roma: Palatino, vita da imperatori               |
| 09/12/2018 | Vicenza, nel segno del Palladio                  |
| 15/12/2018 | Toscana, sulle tracce degli Etruschi             |
| 22/12/2018 | Napoli: i segreti del Presepe Napoletano         |
| 29/12/2018 | Vicenza: il fascino delle ville venete           |
| 05/01/2019 | Vicenza: la magia di Villa La Rotonda            |
| 12/01/2019 | Roma: Palazzo Merulana, una casa per l'arte      |
| 19/01/2019 | Tarquinia, all'interno delle tombe etrusche      |
| 26/01/2019 | Viterbo, piccola Roma                            |
| 02/02/2019 | Roma: il fascino di Santa Cecilia                |
| 09/02/2019 | Puglia: la Via Francigena del Sud                |
| 16/02/2019 | San Nicola a Bari, porta d'Oriente               |
| 23/02/2019 | Altamura, tra Preistoria e Federico II           |
| 02/03/2019 | Belice: la seconda vita di Gibellina             |
| 09/03/2019 | Ostia Antica: mosaici e affreschi mai visti      |
| 16/03/2019 | Favara: arte per rinnovare la città              |
| 24/03/2019 | Firenze: i tesori di Palazzo Corsini             |
| 30/03/2019 | Monza: i segreti della Villa Reale               |
| 06/04/2019 | Toscana: nuovi enigmi di Leonardo                |
| 13/04/2019 | Roma: il nuovo tempio dei Mormoni                |
| 20/04/2019 | Bologna, tra sacro e profano                     |
| 27/04/2019 | Alla scoperta di Aosta                           |
| 04/05/2019 | Agrigento: i segreti della Valle dei Templi      |
| 11/05/2019 | Il fascino dei castelli della Valle d'Aosta      |
| 18/05/2019 | Roma: Via Appia, l'eterna regina                 |
| 25/05/2019 | Roma, splendori a Palazzo Corsini                |
| 01/06/2019 | Legnano, un tuffo nel passato                    |
| 08/06/2019 | Fondi, scoperte sorpredenti                      |
| 15/06/2019 | Oriolo Romano: Palazzo Altieri da favola         |
| 22/06/2019 | Bassano, tra Michelangelo e Domenichino          |
| 29/06/2019 | San Galgano: il mistero della Spada nella roccia |

### Stagione 6: 2019-2020
| Data       | Titolo                                                        |
| ---------- | ------------------------------------------------------------- |
| 05/10/2019 | Lago Maggiore: Il fascino delle Isole Borromee                |
| 12/10/2019 | Lago Maggiore: Eleganza e sfarzo all'Isola Bella              |
| 19/10/2019 | Roma: arte senza tempo alla Galleria Nazionale d'Arte Moderna |
| 27/10/2019 | Roma: le provocazioni della Galleria Nazional d'Arte Moderna  |
| 02/11/2019 | Anghiari: la battaglia di Leonardo                            |
| 10/11/2019 | I segreti di Ercolano                                         |
| 16/11/2019 | Bracciano, il castello delle donne                            |
| 24/11/2019 | Roma: la raffinatezza di Palazzo Baldassini                   |
| 01/12/2019 | Roma: collezione d'arte contemporanea al Quirinale            |
| 07/12/2019 | Roma: alla scoperta della Collezione Farnesina                |
| 14/12/2019 | La vita quotidiana di Pompei                                  |
| 21/12/2019 | Roma: la magia del presepe                                    |
| 28/12/2019 | Pompei, ultime scoperte                                       |
| 04/01/2020 | Foligno, tesori nascosti                                      |
| 11/01/2020 | Vasanello, borgo tra intrighi e santità                       |
| 25/01/2020 | Pisa: perché la torre pende?                                  |
| 01/02/2020 | Roma: enigmi a Palazzo della Rovere                           |
| 08/02/2020 | Roma: dentro il Conservatorio di Santa Cecilia                |
| 15/02/2020 | Lucca e le sue mura                                           |
| 22/02/2020 | Fiumicino, aeroporto dell'arte                                |
| 29/02/2020 | Lucca, a casa di Puccini                                      |
| 07/03/2020 | L'utopia di Crespi d'Adda                                     |
| 14/03/2020 | Il guerriero di Chieti                                        |
| 18/04/2020 | I tesori di Bergamo                                           |